# Avión de patrulla marítima

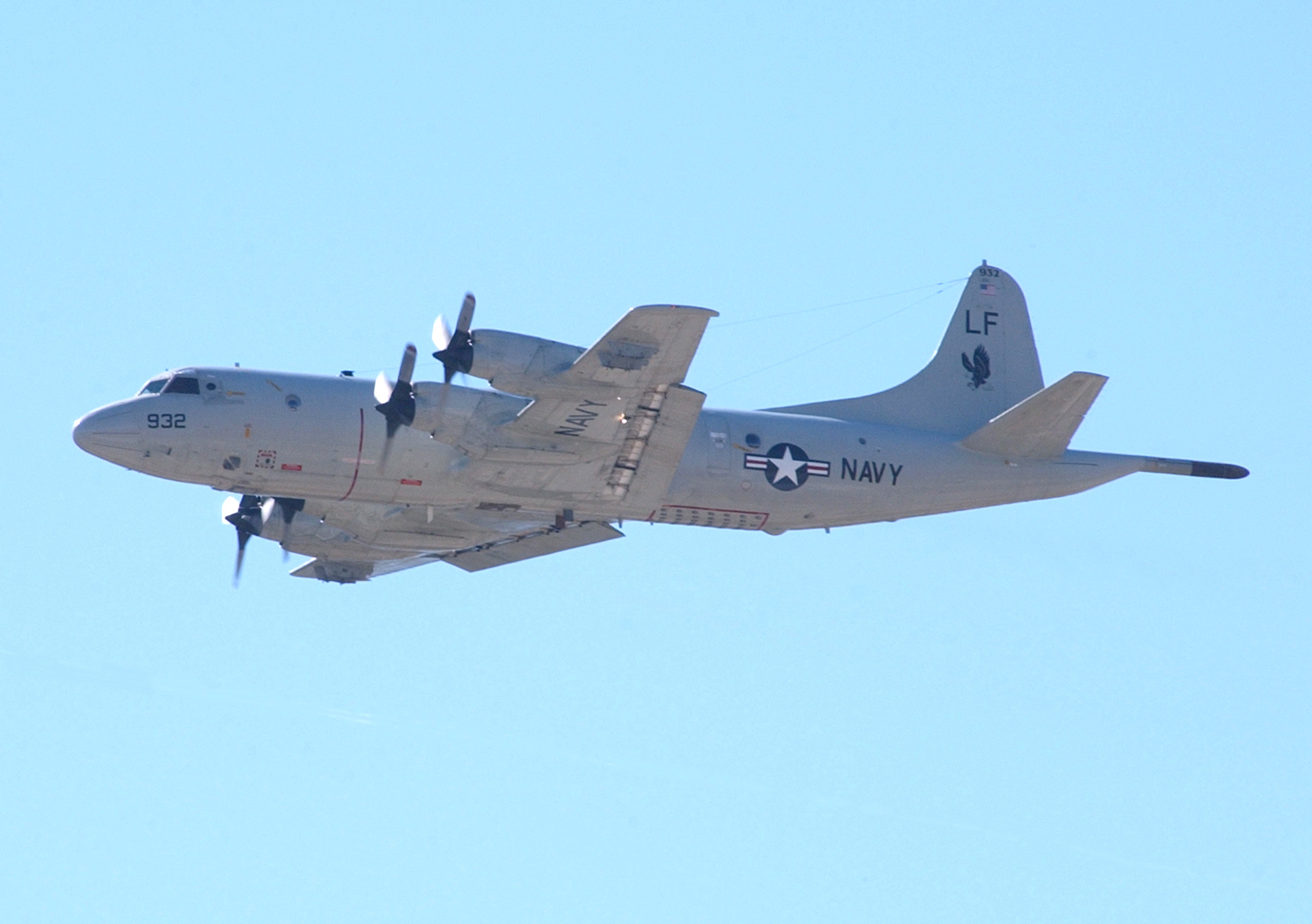
Lockheed P-3 Orion.

Un avión de patrulla marítima, también conocido simplemente como avión de patrulla  o por el antiguo término de bombardero de patrulla —hasta los años 1950 aproximadamente—, es un avión diseñado para operar sobre el mar durante largos periodos en misiones de Patrulla Marítima (MPA), Guerra antisubmarina (ASW),  Guerra antisuperficie (ASuW), Reconocimiento aéreo (ISR) y Búsqueda y rescate (SAR).

## Historia
Las primeras aeronaves que ahora se identificarían como bombarderos de patrulla fueron utilizadas por el Real Servicio Aéreo Naval británico durante la Primera Guerra Mundial, principalmente en patrulla antisubmarina. Al principio los dirigibles eran las únicas aeronaves capaces de permanecer en el aire durante largos periodos de tiempo —hasta 10 horas— necesarios para las patrullas mientras llevaban una carga útil. Las patrullas de menor alcance eran realizadas por bombarderos adaptados como el Sopwith 1½ Strutter. Posteriormente en la guerra, los aeroplanos fueron desarrollados específicamente para desempeñar ese papel. Estos solían ser grandes aviones con flotadores como el Short 184 o hidroaviones como el Felixstowe F.2.

### Segunda Guerra Mundial

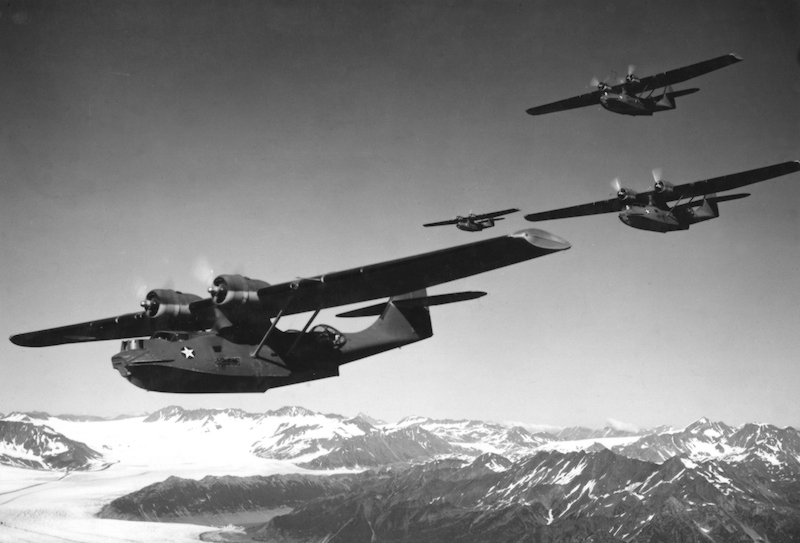
Hidroaviones Consolidated PBY Catalina sobre las Islas Aleutianas durante la Segunda Guerra Mundial.

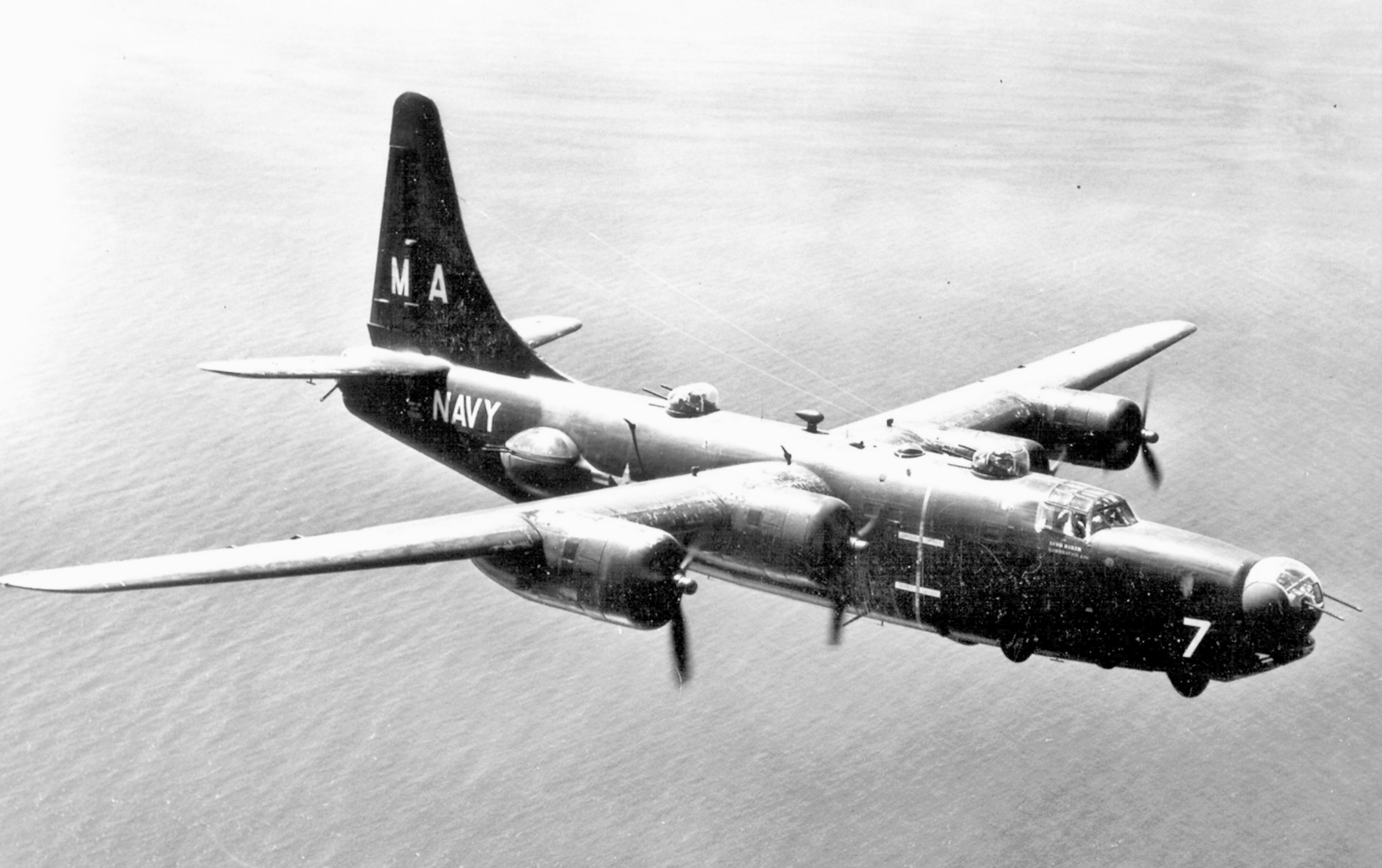
Consolidated PB4Y-2 Privateer.

Muchos de los aviones de patrulla de la Segunda Guerra Mundial eran reconversiones de bombarderos de largo alcance o aviones comerciales, siendo las principales conversiones el Focke-Wulf Fw 200 alemán y el B-24 Liberator estadounidense. Los Fw 200 Condor patrullaban las aguas del Atlántico en busca de convoyes, para proporcionar la información a los submarinos alemanes, mientras que los B-24 eran empleados durante la guerra para patrullar las áreas entre Islandia y Groenlandia en búsqueda de submarinos alemanes. También fueron empleados aviones fabricados exclusivamente para ese propósito como el Short Sunderland británico y el PBY Catalina estadounidense.

### Guerra Fría
Después de la guerra la función de patrulla en general fue toma por conversiones de aviones de línea civiles que tenían mejor rendimiento y mayor alcance que la mayoría de bombarderos de la Segunda Guerra Mundial. Los últimos bombarderos de reacción de los años 1950 no disponían de la autonomía suficiente para largos periodos de patrulla sobre el mar, y lo más importante, no tenían la baja velocidad de merodeo necesaria par las operaciones antisubmarinas. La principal amenaza para las potencias de la OTAN desde los años 1960 hasta los 1980 eran los submarinos soviéticos, que eran localizados principalmente mediante el uso de sonoboyas, y que podían ser atacados con torpedos guiados.

### Actualidad
Desde el final de la Guerra Fría la amenaza de un ataque submarino a gran escala es remota, y muchas fuerzas están reduciendo sus flotas de aviones de patrulla. Los que se mantienen en servicio son usados principalmente para labores de control de la zona económica exclusiva y lucha contra el contrabando.

## Sistemas de detección
Los aviones de patrulla marítima suelen estar equipados con una amplia gama de sensores:
- Radar para detectar movimientos de buques de superficie.
- Detector de anomalías magnéticas (MAD) para detectar movimientos submarinos. El cabezal detector del MAD suele ir montado en una extensión de la cola para minimizar las interferencias magnéticas propias.
- Sonoboyas que se lanzan al mar desde el avión para detectar submarinos, transmitiendo la información de vuelta al avión para su análisis.
- Sensores ELINT para monitorizar las telecomunicaciones militares y civiles.
- Cámara de infrarrojos para reconocimiento nocturno de contactos de superficie, es útil para monitorizar movimientos de buques. También pueden ser usados los ojos de los tripulantes, en algunos casos asistidos por luces de búsqueda o bengalas.

Un avión de patrulla marítima normalmente lleva una tripulación de unos 12 hombres (entre los que destaca la figura del Coordinador Táctico TACCO o Comandante de Misión), incluidos tripulantes de reserva, para así poder operar de forma efectiva los equipos durante un máximo de 12 horas seguidas.

## Ejemplos de aviones de patrulla marítima y guerra antisubmarina

### Periodo de entreguerras
Reino Unido
- Supermarine Southampton
- Blackburn Perth

### Segunda Guerra Mundial
Alemania
- Dornier Do 24
- Focke-Wulf Fw 200 Condor
- Junkers Ju 290

 Estados Unidos
- Consolidated PBY Catalina
- Consolidated PB2Y Coronado
- Consolidated PB4Y-2 Privateer
- Lockheed Ventura
- Martin PBM Mariner
- Vought SB2U Vindicator

 Italia
- CANT Z.506

 Japón
- Kawanishi H6K
- Kawanishi H8K
- Kyūshū Q1W

 Reino Unido
- Short Sunderland

### Guerra Fría y actualidad

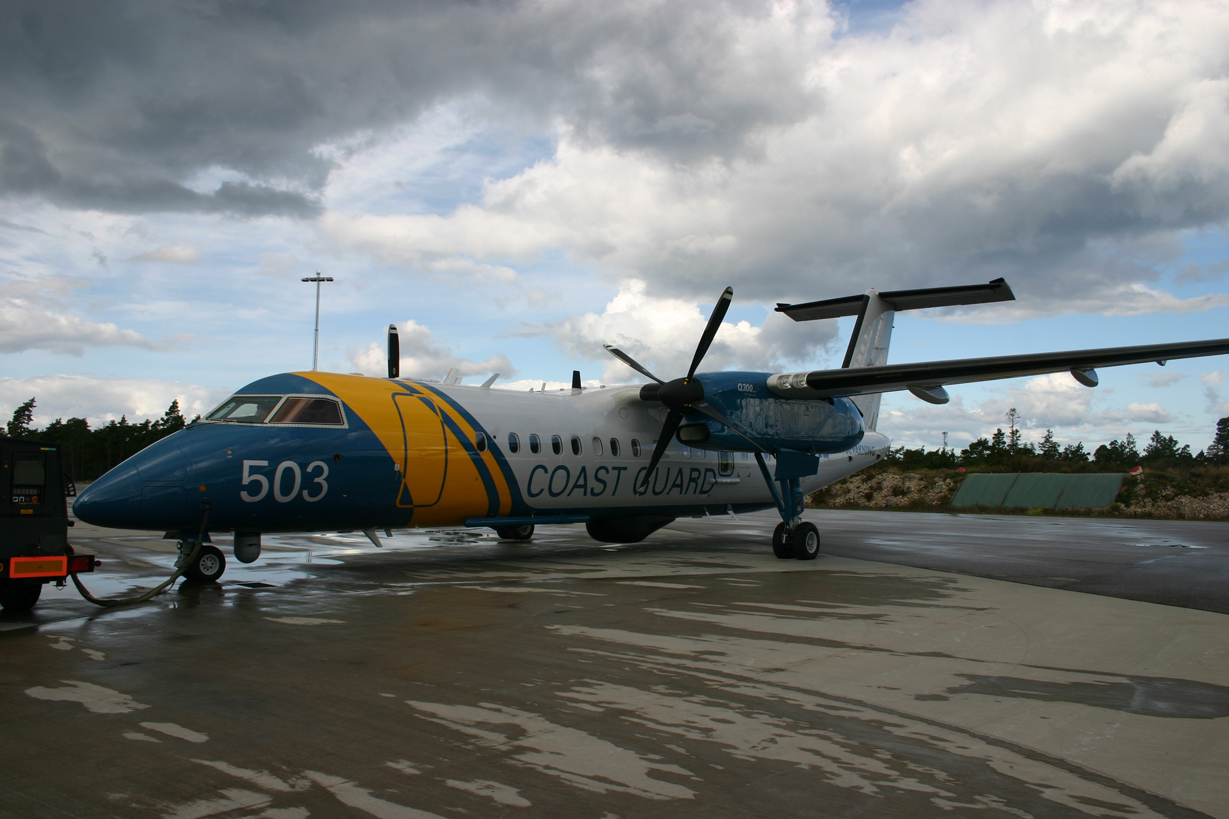
Q300 de la Guardia Costera Sueca.

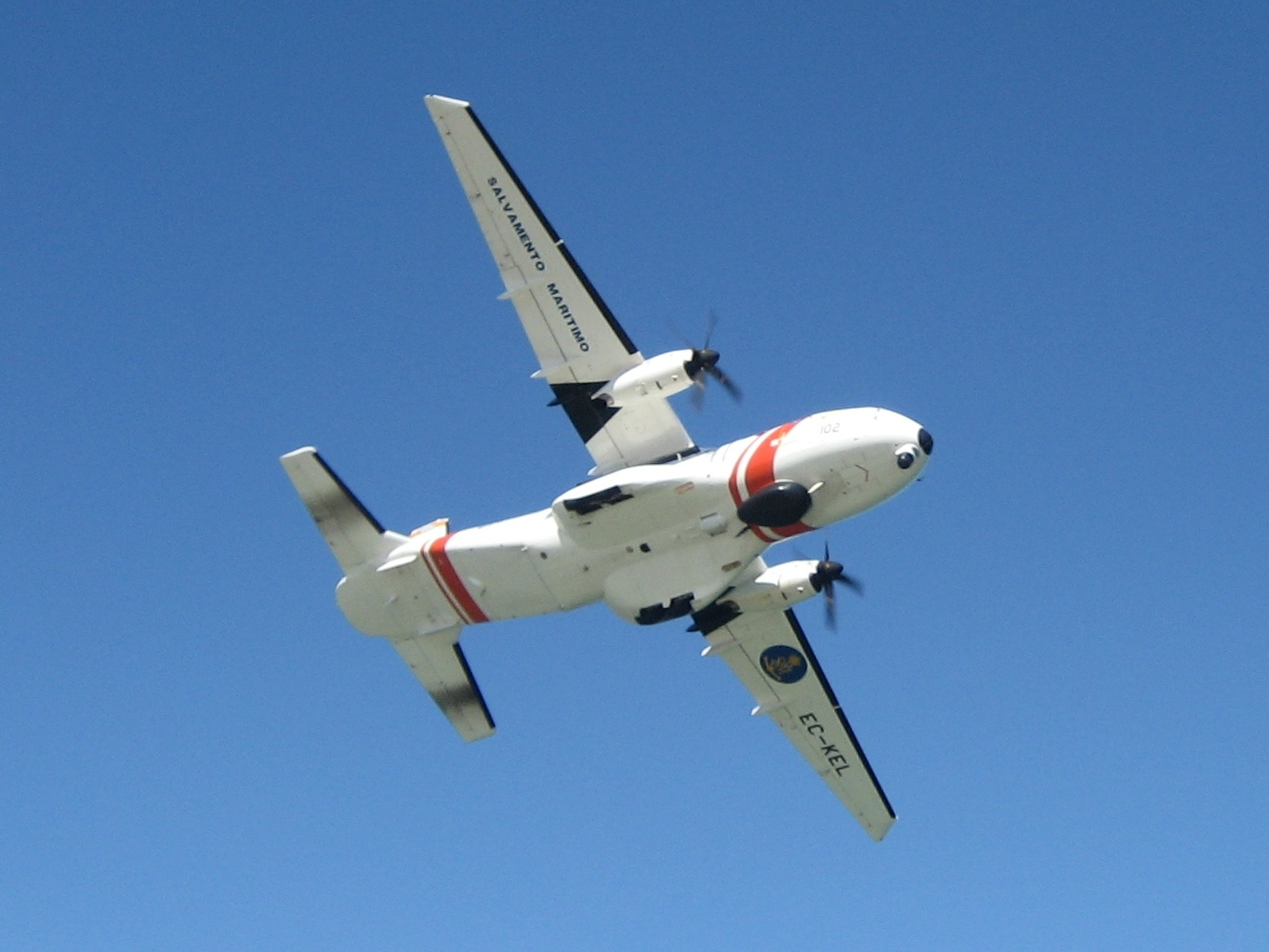
CASA CN-235-300 MP de la Sociedad de Salvamento y Seguridad Marítima de España.

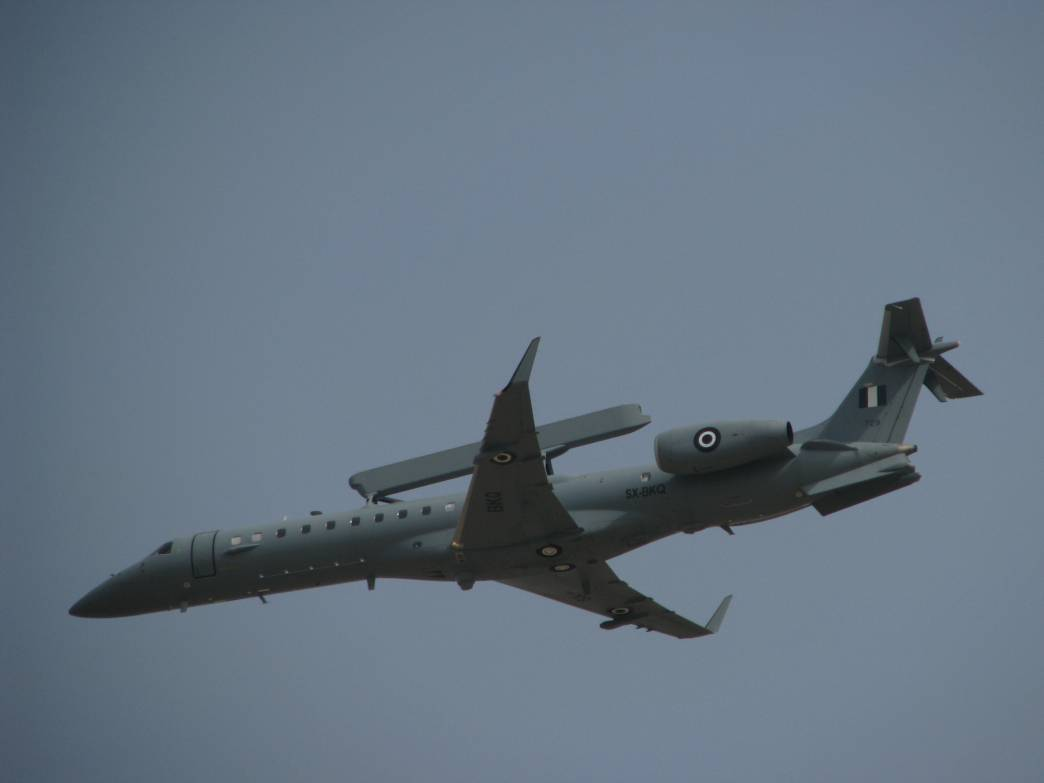
Embraer E-99 de la Fuerza Aérea Griega en vuelo.

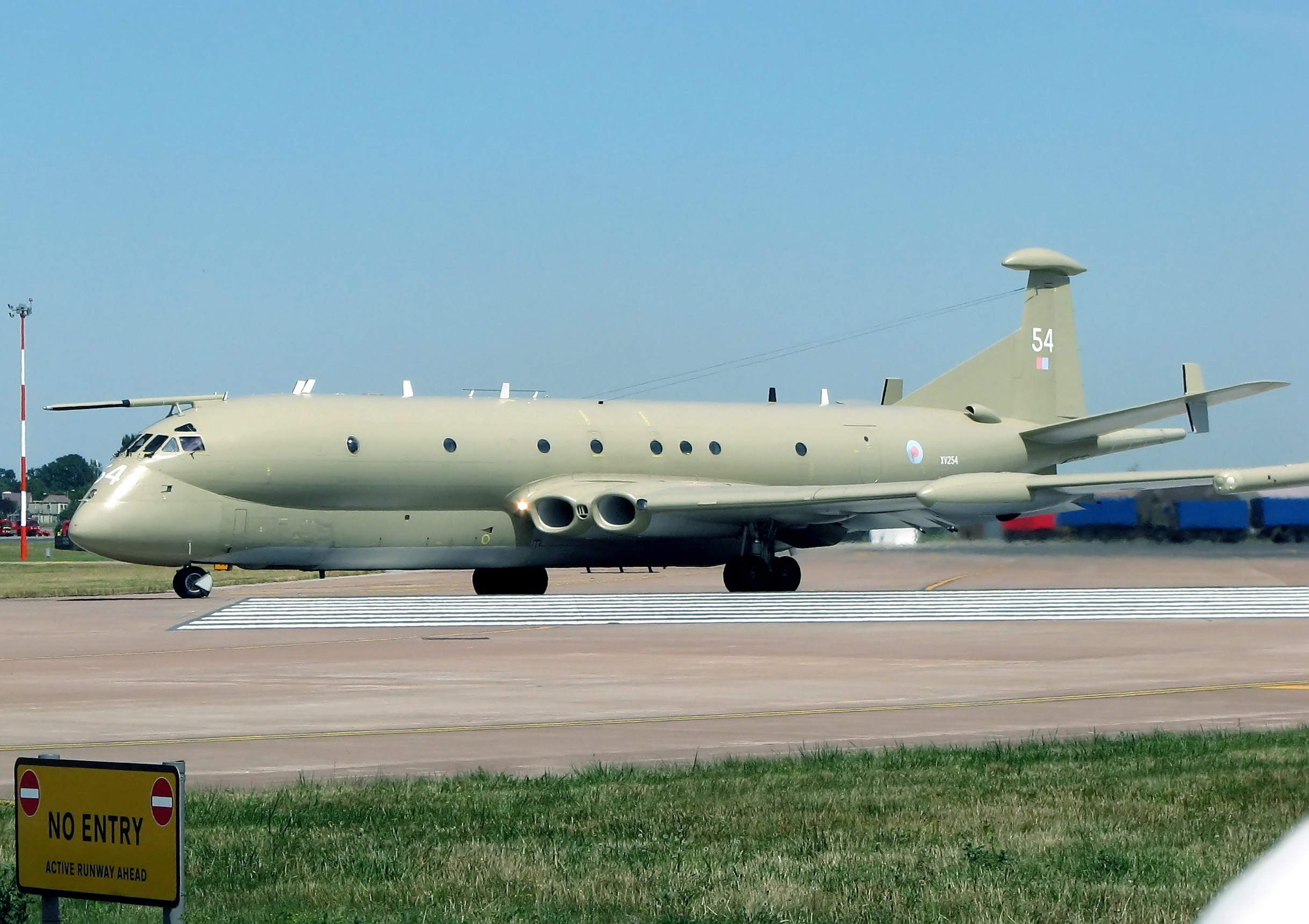
Nimrod MR2 de la Royal Air Force.

Brasil
- Embraer 145 MP (P-99)

 Canadá
- Canadair CP-107 Argus
- Bombardier Dash 8 Q300 series MSA

 España
- CASA C-212 MPA[1]
- CASA CN-235 MPA[1]
  - HC-144A Ocean Sentry
- CASA C-295 MPA[1]

 Estados Unidos
- Boeing P-8 Poseidon
- Grumman AF Guardian (embarcado)
- Grumman S-2 Tracker (embarcado)
- Lockheed P-2 Neptune
- Lockheed P-3 Orion
  - Lockheed CP-140 Aurora
  - Lockheed CP-140A Arcturus
- Lockheed S-3 Viking (embarcado)
- Martin P5M Marlin

 Francia
- Airbus A319 MPA[1]
- ATR 42 MP Surveyor
- ATR 72 ASW
- Breguet Alizé (embarcado)
- Breguet Br.1150 Atlantic (ATL 1)
  - Dassault Atlantique 2 (ATL 2)
- Dassault Falcon 20 Guardian
- Dassault Falcon 50 Surmar
- Dassault Falcon 900 MPA

 Irán
- HESA IrAn-140

 Japón
- Kawasaki P-1

 Países Bajos
- Fokker F27 Maritime

 Polonia
- PZL M28B Bryza 1R, 1RMbis, 1E

 Reino Unido
- Avro Shackleton
- Fairey Gannet (embarcado)
- Hawker-Siddeley Nimrod
  - BAE Systems Nimrod MRA4

 Rusia
- Beriev Be-200

 Unión Soviética
- Beriev Be-10
- Beriev Be-12
- Ilyushin Il-38
- Tupolev Tu-142